# Allgemeiner Friede

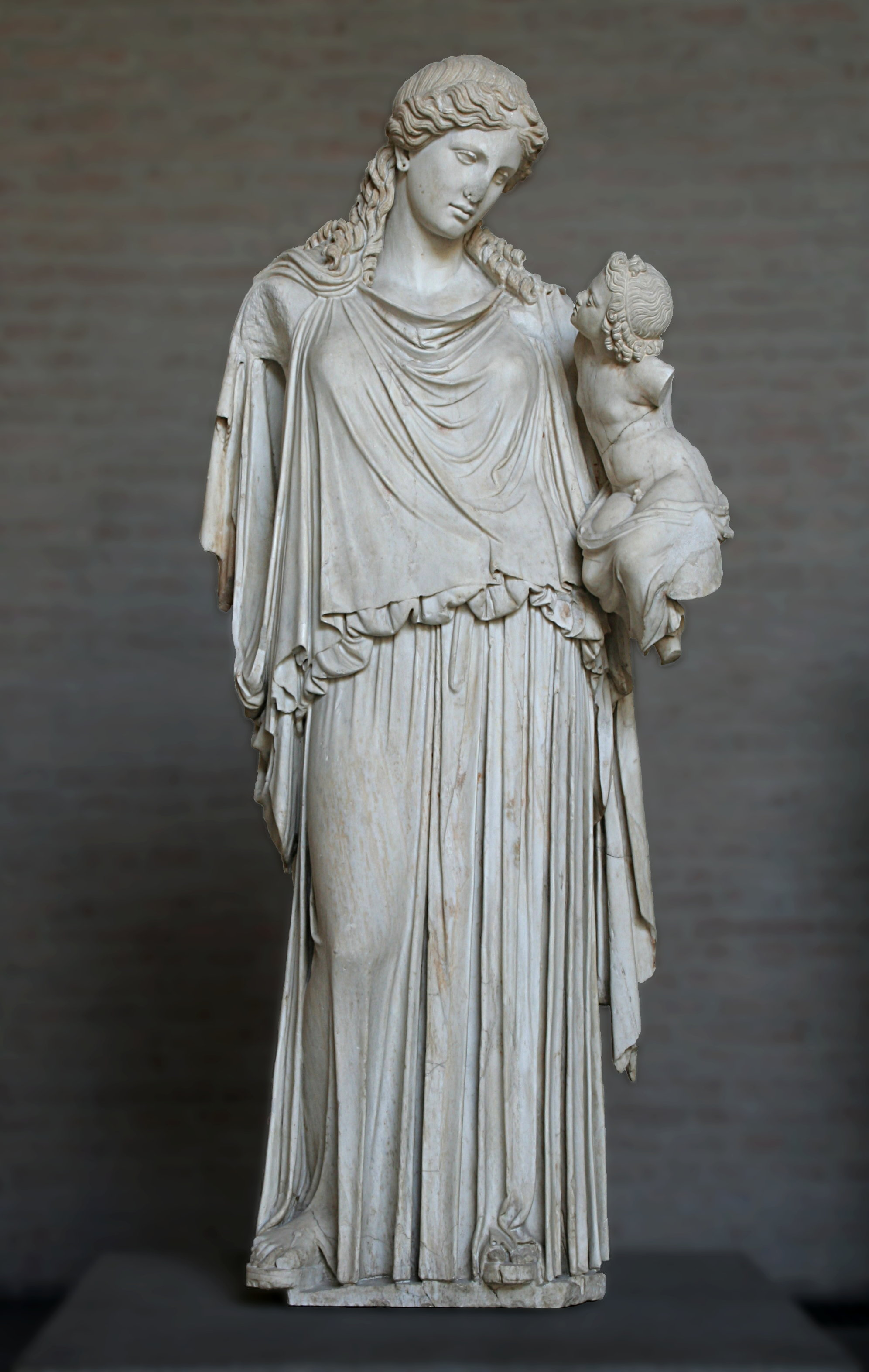
Die griechische Göttin Eirene, Personifikation des Friedens, hält Plutos, den Gott des Reichtums im Arm. (Nach einer Statue des Kephisodot; Athen, um 370 v. Chr.)

Der Allgemeine Friede (griechisch κοινὴ εἰρήνη / koinḕ eirḗnē) war neben dem Panhellenismus eine der prägenden politischen Ideen im Griechenland des 4. vorchristlichen Jahrhunderts. Der Begriff bezeichnet sowohl das allgemeine Konzept eines angestrebten, dauerhaften Friedenszustands zwischen den griechischen Poleis als auch eine bestimmte Art von Friedensverträgen, die alle drei grundlegenden Bestandteile dieses Konzepts enthalten: Ein Allgemeiner Friede musste sich erstens an alle griechischen Stadtstaaten wenden, zweitens musste er deren prinzipielle Autonomie und völkerrechtliche Gleichstellung anerkennen, unabhängig von ihrer tatsächlichen Macht, und er musste drittens ohne zeitliche Begrenzung angelegt sein.
Seine Verfechter sahen in ihm eine Chance, den permanenten Kriegszustand zu beenden, der vom Beginn des Peloponnesischen Krieges an die griechische Staatenwelt über mehr als ein Jahrhundert erschütterte. Vom Königsfrieden 387/386 v. Chr. bis zur Gründung des Korinthischen Bundes 338 v. Chr. beeinflusste die Idee der koinḕ eirḗnē alle Friedensschlüsse zwischen den griechischen Poleis. Am Ende erwies sich jedoch, dass auf Dauer nur eine starke Hegemonialmacht einen umfassenden Frieden durchsetzen konnte. In der Neuzeit wieder aufgegriffen, bilden die Hauptprinzipien der koinḕ eirḗnē seit dem 20. Jahrhundert die Grundlage für Friedensorganisationen wie Völkerbund und UNO.

## Das Wesen des Allgemeinen Friedens
Die Idee des Allgemeinen Friedens entwickelte sich aus älteren Vorstellungen, die in den politischen Verhältnissen des 5. Jahrhunderts v. Chr. in Griechenland allmählich umgeformt wurden. Ihre zeitweilige Durchsetzung verdankt sie aber weniger der Einsicht in die Notwendigkeit einer dauerhaften Friedensordnung als der Tatsache, dass sie den Interessen mehrerer aufeinander folgender Hegemonialmächte dienlich schien. Die Geschichte der koinḕ eirḗnē ist daher nicht nur ein Bestandteil der Ideen-, sondern mehr noch der Diplomatie-Geschichte Griechenlands in den Jahrzehnten zwischen dem Peloponnesischen Krieg und dem Auftreten König Philipps II. von Makedonien und Alexanders des Großen.

### Die Entstehung des Begriffs

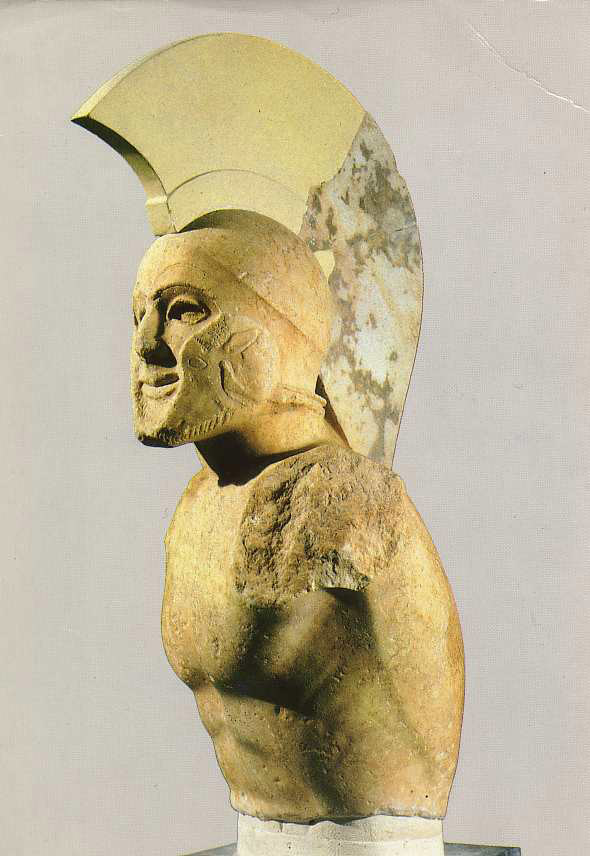
Spartanischer Hoplit

Das griechische Wort „Eirene“, das ursprünglich nur den „Friedenszustand“ bezeichnete, erfuhr zu Beginn des 4. Jahrhunderts v. Chr. eine inhaltliche Erweiterung hin zu „Friedensvertrag“. Dies war Folge einer allgemein veränderten Einstellung zu Krieg und Frieden. Noch im 5. Jahrhundert v. Chr. waren Kriege zwischen den griechischen Poleis mit Verträgen beendet worden, die als spondai (σπονδαί), synthekai (συνθήκαι) oder dialysis polemou (διάλυσις πολέμου) bezeichnet wurden. Alle diese Begriffe bezeichneten im Grunde nur Waffenstillstände oder temporäre Unterbrechungen des Krieges. Nach den nicht enden wollenden Waffengängen seit Mitte des Jahrhunderts setzte sich aber allmählich die Erkenntnis durch, dass nicht der Kriegs-, sondern der Friedenszustand der anzustrebende Normalfall sein sollte. Dies schlägt sich ebenso in der gesteigerten Bedeutung des Worts „Eirene“ nieder wie auch in seiner Anwendung auf Friedensverträge.
Der Begriff des Allgemeinen Friedens tauchte erstmals im Jahr 391 v. Chr. im Zusammenhang mit den gescheiterten Verhandlungen zwischen Athen und Sparta zur Beendigung des Korinthischen Krieges auf. Der athenische Politiker Andokides riet seinen Mitbürgern in einer Rede zur Annahme eines als koinḕ eirḗnē bezeichneten Friedens. Möglicherweise war der Begriff schon vorher in den allgemeinen Sprachschatz übergegangen; gesichert ist dies aber erst seit dieser Rede. Der erste Vertrag, auf den die Begriffe eiréne und koinḕ eirḗnē tatsächlich angewandt wurde, war der von Persien und Sparta 387/386 v. Chr. erzwungene Königsfriede. In einem offiziellen Dokument erscheint die Formulierung koinḕ eirḗnē zum ersten Mal im Friedensschluss nach der Schlacht von Mantineia im Jahr 362 v. Chr.
Insgesamt ist der Begriff koinḕ eirḗnē zeitgenössisch nur spärlich belegt. Autoren wie Isokrates, Demosthenes und Xenophon gebrauchen ihn nirgendwo explizit. Aber sie benennen seine Wesensmerkmale genau für jene Friedensschlüsse, die der Geschichtsschreiber Diodor im 1. Jahrhundert v. Chr. regelmäßig als koinḕ eirḗnē bezeichnet. Die Tatsache wiederum, dass Diodor sich für die Darstellung der Zeit von 386 bis 361 v. Chr. eng an den zeitgenössischen Autor Ephoros anlehnt, lässt darauf schließen, dass der Begriff damals allgemein geläufig war.

### Inhaltliche Merkmale
Aus der Rede des Andokides und den Bestimmungen des Königsfriedens lassen sich zwei Merkmale herauslesen, die für Friedensverträge jener Zeit neu sind. Zum einen sollen alle Griechenstädte – mit wenigen Ausnahmen – autonom sein, zum anderen wendet sich der jeweilige Vertragsentwurf an alle Städte. Er zielt also nicht mehr auf eine zweiseitige Übereinkunft zwischen ehemals verfeindeten Poleis oder Städtebünden, sondern auf einen multilateralen Vertrag, dem nach Möglichkeit auch alle nicht am Konflikt beteiligten Parteien beitreten sollen.
Als drittes, nicht explizit erwähntes Merkmal, lässt sich das Fehlen einer zeitlichen Befristung feststellen. Im 5. Jahrhundert war eine festgelegte Gültigkeitsdauer in Friedensverträgen durchaus üblich. Der Dreißigjährige Friede, der 446/445 v. Chr. zwischen Athen und Sparta geschlossen wurde, verrät dies schon im Namen. Auch der Nikiasfriede von 421 v. Chr. war auf 50 Jahre festgelegt, wobei Verträge mit einer Gültigkeitsdauer von 100 Jahren faktisch eine Ewigkeitsklausel beinhalteten. Dies geht einesteils auf die schon erwähnte Tatsache zurück, dass der Frieden damals nur als Unterbrechung des Normalzustands Krieg angesehen wurde. Dazu kam die Vorstellung, dass Friede nicht zwischen den Stadtstaaten als solchen, sondern zwischen ihren Bevölkerungen geschlossen wurde und die längstmögliche Vertragsdauer nur die Lebenszeit einer – nur für sich selbst sprechenden – Generation sein konnte. Eine koinḕ eirḗnē war dagegen prinzipiell auf immerwährende Gültigkeit ausgelegt. Dass dies in den entsprechenden Verträgen nicht eigens erwähnt wurde, erklärt sich aus der inneren Logik der Autonomieklausel, denn eine Unabhängigkeit, die zeitlich begrenzt ist, wäre keine.

#### Die Multilateralität
Die erwähnten, zweiseitigen Friedensverträge des 5. Jahrhunderts zwischen Athen und Sparta ließen die Interessen der eigenen wie der gegnerischen Verbündeten zum Teil grob außer Acht. Diese wurden unter Umständen nicht einmal konsultiert. Auch der Vertrag von 404 v. Chr., der den Peloponnesischen Krieg beendete, war, wenn auch de facto ein Diktat von Seiten Spartas, formell ein Vertrag zwischen diesem und Athen. Er enthielt keine Bestimmungen über die Bundesgenossen Athens aus dem Attischen Seebund und wurde sogar gegen den Willen der Verbündeten Spartas abgeschlossen. Der Vertrag entsprach also ganz den Verhältnissen und Vorstellungen des 5. Jahrhunderts, in dem es nur zwei maßgebliche Hegemonialmächte in Griechenland gab, denen sich alle anderen Poleis unterzuordnen hatten.

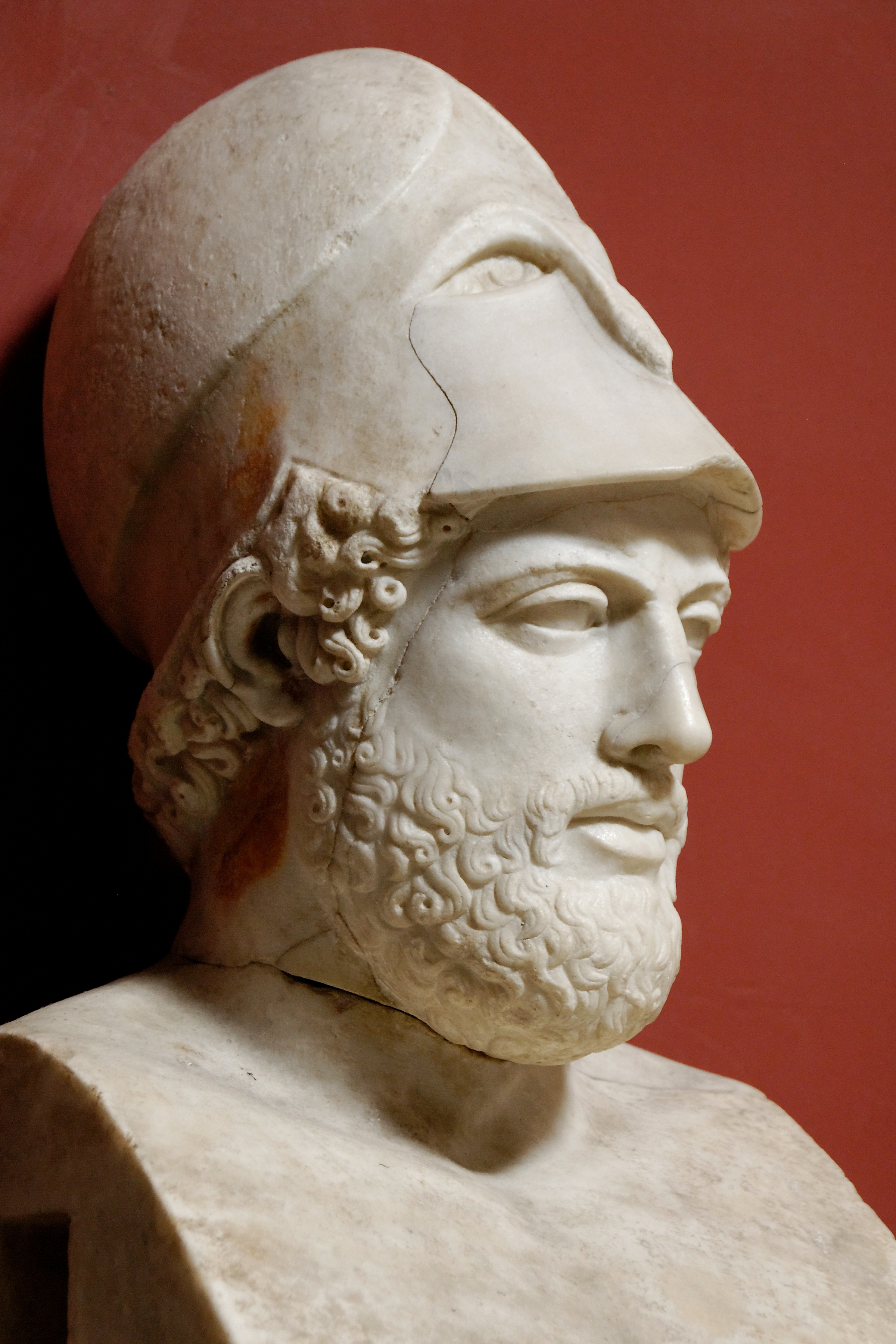
Büste des Perikles

Die Idee einer panhellenischen Einigung auf multilateraler Ebene war indes schon damals nicht mehr neu. Zur Abwehr der Persergefahr war 481 v. Chr. ein allgemeiner Landfriede beschlossen worden, der allerdings befristet war. Im Jahr 450 v. Chr. wollte Perikles eine allgemeine Friedenskonferenz nach Athen einberufen. Diese kam jedoch aufgrund der Weigerung der Spartaner, die eine athenische Vorherrschaft befürchteten, nicht zustande. Abgesehen von einigen mehrseitigen Verträgen zwischen einigen Griechenstädten in Sizilien und in Ionien war der Kultverband der Amphiktyonie von Delphi das einzige multilaterale Bündnis des antiken Hellas von Dauer und Bedeutung. Der Amphiktioneneid verbot es, im Krieg Mitgliedsstädte zu zerstören oder ihnen das Wasser abzugraben. Eidbrüchige Städte wurden ihrerseits mit der Zerstörung bedroht. Im Amphiktionenfrieden ist möglicherweise ein Vorläufer der koinḕ eirḗnē zu sehen.
Dass es seit 387 v. Chr. immer wieder zu Friedensschlüssen auf Basis einer koinḕ eirḗnē kam, hat einen einfachen Grund: Die jeweilige Hegemonialmacht sah sich nicht mehr einer, sondern mehreren etwa gleich starken Städten oder Bündnissen gegenüber. Mit ihnen konnte man sich nur noch gemeinsam oder gar nicht einigen. Für die allgemeine Akzeptanz einer solchen multilateralen Einigung war wiederum die Autonomieklausel die erste Voraussetzung.

#### Die Autonomieklausel
Die Griechen unterschieden zwischen „eleutheria“ (ἐλευθερία), der äußeren Freiheit einer Polis und der „autonomia“ (αὐτονομία), der inneren Freiheit einer Stadt. Mit „autonomia“ waren also das Recht und die Fähigkeit der Bürger einer Polis gemeint, sich nur ihrem eigenen Gesetz oder „nomos“ (νόμος), nicht aber dem eines anderen Staats beugen zu müssen. Seit sich die Polis als charakteristische Staatsform im antiken Griechenland durchgesetzt hatte, galt für ihre Beziehungen untereinander das ungeschriebene Gesetz, dass jede von ihnen – und sei sie noch so unbedeutend – autonom sein sollte. Davon ausgenommen waren nur die kleineren Städte Attikas und Lakoniens, die seit alters her Besitz der Athener bzw. der Spartaner gewesen waren. Es sollte im 4. Jahrhundert v. Chr. zu schweren Spannungen führen, als Theben versuchte, eine ähnliche Vorherrschaft über die Städte Böotiens zu etablieren.
Mit Beginn der Perserkriege wuchs aber im 5. Jahrhundert v. Chr. die Bereitschaft, sich zu so genannten Symmachien, Kampfbünden unter der Führung einer Hegemonialmacht, zusammenzuschließen. Dies geschah jedoch auf freiwilliger Basis, so dass das Autonomieprinzip theoretisch nicht angetastet wurde. Als die persische Bedrohung nachließ, zeigte sich aber, dass Athen bestrebt war, den von ihm dominierten Delisch-Attischen Seebund in ein von Athen beherrschtes Seereich umzuwandeln. Dabei verletzten die Athener Grundsätze, die von jeher Kennzeichen der Autonomie gewesen waren: die Freiheit, nach der eigenen Verfassung leben zu dürfen ebenso wie die Freiheit von Garnisonen, Kleruchien, fremder Gerichtshoheit und Tributen. Die Einforderung von „phoroi“ (φόροι), d. h. von Abgaben zu Kriegszwecken, die Verlegung der Bundeskasse von Delos nach Athen und die erzwungene Einführung demokratischer Verfassungen nach athenischem Muster bei einigen Bundesgenossen brachten diese gegen ihre Vormacht auf.
Spartas Politiker, deren Peloponnesischer Bund vergleichsweise locker organisiert war, entdeckten Mitte des 5. Jahrhunderts die Forderung nach Autonomie als diplomatische Waffe zur Schwächung des Seebunds. Sie machten sich die Beschwerden der athenischen Bündner zu eigen: Während und nach dem Peloponnesischen Krieg trat Sparta als Sachwalter der Unabhängigkeit aller Griechenstädte auf. Die Autonomieklausel wurde also nicht nur deshalb zum festen Bestandteil jeder koinḕ eirḗnē, weil kleinere Poleis durch sie ihre Eigenständigkeit gesichert sahen, sondern vor allem, weil die größeren Mächte sie zum Instrument ihrer Interessenpolitik machen konnten.

## Die Entwicklung derkoinḕ eirḗnēim 4. Jahrhundert
Ob ein Friedensschluss als koinḕ eirḗnē gelten kann oder nicht, ist bei einigen Verträgen umstritten. Im Folgenden wird der Begriff möglichst weit gefasst, um die Entwicklung der Idee des Allgemeinen Friedens deutlich zu machen. Ausschließliche Kriterien sind die Autonomieklausel und die Beitrittsmöglichkeit für alle griechischen Poleis, unabhängig davon, ob sie diese Möglichkeit tatsächlich wahrnahmen.

### Gescheiterter Friedensschluss des Jahres 391 v. Chr.
Im Verlauf des Korinthischen Krieges unterbreitete Sparta 392/391 v. Chr. dem persischen Satrapen von Lydien, Tiribazos, ein erstes Friedensangebot. Sparta stand unter Druck, sich ohne Gesichtsverlust aus seinem aussichtslosen Krieg in Kleinasien zurückzuziehen und gleichzeitig seine Vormachtstellung in Griechenland zu wahren. Dazu musste man erstens Persien die Herrschaft über die ionischen Griechenstädte zugestehen und zweitens dessen Verbindungen zu den griechischen Gegnern Spartas, insbesondere zu Athen, lösen. Gleichzeitig musste der persische Großkönig davon überzeugt werden, dass sich im ägäischen Raum nicht erneut eine griechische Macht bilden könne, die seine Ansprüche auf die ionischen Städte anfechten könnte.
Der geeignete Vorschlag zur Lösung all dieser Probleme war, dass Sparta und Persien die Autonomie aller Griechenstädte – mit Ausnahme derer in Kleinasien – durchsetzen sollten. Sparta hätte damit die Sicherung eines allgemein anerkannten Grundsatzes als Ergebnis des Krieges vorweisen können. Gleichzeitig wäre die Welt der griechischen Poleis in machtlose Einzelstaaten aufgesplittert worden, was sowohl die spartanische Hegemonie gesichert als auch das persische Sicherheitsbedürfnis befriedigt hätte. Die griechischen Stadtstaaten lehnten den Vorschlag naturgemäß sofort ab. Aber auch der persische Großkönig Artaxerxes II. war nicht geneigt, ihn anzunehmen. Er löste Tiribazos ab und ersetzte ihn durch den neuen Satrapen Struthas, der weiterhin dem Bündnis mit Athen zuneigte.
Wenige Monate später versuchten die Spartaner daraufhin auf einer Konferenz in ihrer Stadt, mit ihren griechischen Gegnern ins Reine zu kommen. Wiederum schlugen sie das Autonomieprinzip als Basis einer Einigung vor, diesmal mit Zugeständnissen an Athen und Theben. Den Athenern sollten die Inseln Lemnos, Imbros und Skyros verbleiben, die Thebaner sollten lediglich die Unabhängigkeit von Orchomenos anerkennen.
Bei diesen Verhandlungen wurde erstmals die Formulierung von einem allgemeinen – oder gemeinschaftlichen – Frieden für alle Griechen gebraucht. So verwendet sie der Athener Andokides in seiner Rede, in der er seinen Landsleute vergeblich zur Annahme der spartanischen Vorschläge riet:

„Ueberlegt ferner auch diess, o Athenäer, dass ihr im gegenwärtigen Augenblick allen Hellenen einen gemeinschaftlichen Frieden bereitet, ihre Freiheiten schützt und gemeinsame Theilnahme Aller an Allem verschaffet.“

Andokides unterschied zwischen Verträgen und einem echten Frieden. Er appellierte an panhellenische Gefühle, indem er das Projekt des Allgemeinen Friedens idealisierte. Allerdings verschweigt er, dass die ionischen Städte, für deren Freiheit Athen 100 Jahre zuvor den Konflikt mit Persien in Kauf genommen hatte, von dem Vertrag ausgeschlossen sein sollen. So lehnten die Athener den Vertrag schließlich ab – auch, weil sie sich im Bunde mit Struthas in einer starken Position glaubten.

### Der Königsfriede

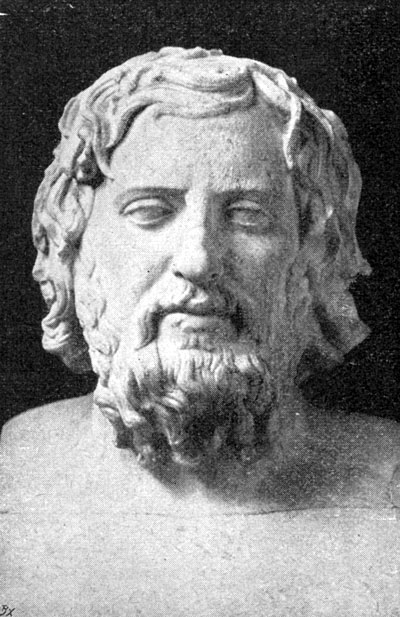
Xenophon

Die Erfolge der attischen Flotte im Jahr 390 v. Chr. bewirkten aber ein Umdenken am persischen Hof, der eine allzu starke Machtstellung Athens fürchtete. Struthas wurde zwei Jahre später durch seinen Vorgänger Tiribazos abgelöst, der 387/386 v. Chr. zusammen mit dem spartanischen Gesandten Antalkidas den Königsfrieden durchsetzte. Das Abkommen, auch „Friede des Antalkidas“ genannt, enthielt im Wesentlichen die spartanischen Vorschläge von 392/91. Seine wichtigsten Bestandteile waren der Beitritt aller Griechenstädte sowie die Garantie ihrer Freiheit und Unabhängigkeit. Davon ausgeschlossen blieben nur die ionischen Städte, Zypern und Klazomenai, die weiter unter persischer Oberherrschaft blieben, sowie die drei bereits erwähnten athenischen Inseln. Alle anderen Gewinne musste Athen wieder herausgeben; auch die Auflösung aller Bündnisse wurde durch den Vertrag unausweichlich. Dessen entscheidender Passus lautete nach Xenophon, dessen Werk Hellenika die für diese Zeit wichtigste Quelle ist:

„Großkönig Artaxerxes hält es für gerecht, dass die Städte in Kleinasien ihm gehören sollen, und von den Inseln Klazomenai und Zypern. Die anderen Griechenstädte jedoch, große wie kleine, sollen autonom sein, außer Lemnos, Imbros und Skyros, die, wie in alten Zeiten, den Athenern gehören sollen. Wer aber diesen Frieden nicht annimmt, gegen den werde ich Krieg führen zusammen mit denen, die dasselbe wollen, zu Land und zur See, mit Schiffen und mit Geld (…)“

Die meisten Forscher sehen im Königsfrieden das erste Beispiel einer koinḕ eirḗnē. Hermann Bengtson betrachtete den Allgemeinen Frieden als Teilwirkung des Vertrags, der zunächst nur ein Dekret des Großkönigs gewesen sei, von dem sich sein Name herleitet. Dieses Dekret wurde in Sparta von allen griechischen Städten beschworen – dies allerdings unter der Gewaltandrohung durch den Großkönig für den Fall der Weigerung. Dies und die genannten Ausnahmen zeigen, dass ein Allgemeiner Friede nicht vollkommen verwirklicht wurde. Dies sollte auch später nie der Fall sein. Wie weit die Autonomie und die Teilnahme aller Poleis gewährleistet wurde, hing stets von den Interessen derjenigen Mächte ab, die eine koinḕ eirḗnē initiierten und garantierten.
Artaxerxes beabsichtigte mit dem Königsfrieden nicht, Griechenland eine dauerhafte Friedensordnung zu geben, sondern es politisch zu spalten und zu schwächen. Sparta zeigte neben dem Wunsch nach Frieden das Bestreben, die eigene Hegemonie zu sichern. Die spartanische Interpretation von Autonomie verlangte zwar die Auflösung aller Symmachien, nicht aber die des eigenen Peloponnesischen Bundes. Denn dieser war nicht einheitlich und zentral organisiert, sondern bestand aus einem System bilateraler Verträge, die Sparta mit jedem einzelnen seiner Mitglieder geschlossen hatte. Solche Verträge zwischen einzelnen Städten fielen aber aus spartanischer Sicht nicht unter das Verbot von Bündnissen unter einer Hegemonialmacht, obwohl der Peloponnesische Bund de facto genau dies war.
Damit blieb Sparta die stärkste Militärmacht in Griechenland. Unter dem Vorwand, das Autonomieprinzip schützen zu wollen, übte die Stadt in den nächsten Jahren eine Vorherrschaft aus, welche die Autonomie anderer – etwa des Chalkidischen Bundes oder der Stadt Mantineia – grob missachtete.

### Der Allgemeine Friede von 375 v. Chr.
Im Jahr 382 v. Chr. besetzten die Spartaner – mitten im Frieden – die Kadmeia, die Burg Thebens, dessen wachsende Macht ihnen ein Dorn im Auge war. Dieses Vorgehen kostete sie den Rest ihrer Glaubwürdigkeit als Verteidiger der Autonomie und brachte ihnen einen Krieg mit Theben und dem mit diesem verbündeten Athen ein. In dessen Verlauf kam es im Frühjahr 377 v. Chr. zur Gründung des Zweiten Attischen Seebundes. Dieses Bündnis stellte einen Verstoß gegen die Klauseln des Königsfriedens dar. Aber es wurde möglich, weil ein Großteil der ägäischen Inseln und der Küstenstädte nun in Athen – dank dessen Hilfe für Theben – den besseren Anwalt des Autonomieprinzips sahen. Der Bündnisvertrag wurde ausdrücklich geschlossen

„... zu gutem Glück der Athener und der Bundesgenossen der Athener, damit die Spartaner die Griechen frei und unabhängig in Ruhe leben lassen im sicheren Besitz ihres gesamten Gebietes und damit gültig sei und für immer bleibe der gemeinsame Friede, den die Griechen und der Großkönig gemäß den Verträgen geschworen haben (…)“

Die Athener hatten die Situation demnach propagandistisch geschickt genutzt und die Wiederherstellung des Seebunds ausdrücklich damit begründet, den Königsfrieden wahren zu wollen. Weniger als dreißig Jahre spartanischer Hegemonie hatten ausgereicht, um die Ansichten über Symmachien in ihr Gegenteil zu verkehren: Galt der erste Seebund noch als Bedrohung der Autonomie, sollte der zweite sogar deren Verteidigung dienen. Um eine erneute Vormachtstellung Athens zu verhindern, wurde das neue Bündnis nach den Prinzipien des Allgemeinen Friedens organisiert. Dies ist ein Hinweis darauf, dass diese Prinzipien damals allgemein akzeptiert wurden.
Als der Krieg im Jahr 375 v. Chr. stagnierte, wuchs in Athen und Sparta die Bereitschaft zu einem Friedensschluss. Die Spartaner konnten nicht mehr auf einen Sieg hoffen, und die Athener hatten alle ihre Ziele erreicht: Die Freiheit Thebens von spartanischer Hegemonie und die Anerkennung ihres Seebunds galt nun als vereinbar mit den Bestimmungen des Königsfriedens. Diodor berichtet, eine Gesandtschaft des Großkönigs habe eine Erneuerung des Königsfriedens vorgeschlagen, da Persien Ruhe in Griechenland brauchte, um dort Söldner für einen Krieg in Ägypten anwerben zu können. Die Griechenstädte gingen auf den Vorschlag ein, so dass erneut eine koinḕ eirḗnē zustande kam.
Der Allgemeine Friede wurde diesmal um einen Punkt erweitert: Wie bereits in den Bestimmungen des zweiten Attischen Seebunds vorgesehen, sollten alle fremden Garnisonen aus den Städten abgezogen werden. Dies richtete sich vor allem gegen Sparta, das in einigen südböotischen Städten wie Thespiai – wenn auch auf deren eigenen Wunsch zum Schutz gegen Theben – präsent war. Die Thebaner waren denn auch die Hauptnutznießer des Allgemeinen Friedens von 375. Sparta hatte den Krieg aus demselben Grund begonnen, aus dem Athen ihn nun zu beenden bereit war: ein weiteres Anwachsen der thebanischen Macht zu verhindern. Der Abzug der spartanischen Truppen unter dem Vorwand des Autonomieprinzips führte aber letztlich dazu, dass Theben freie Hand in Böotien erhielt. Aber auch die Athener gehörten eindeutig zu den Gewinnern: Ihr Erfolg lag in der Anerkennung des neuen Seebundes. Gegen ihn konnte nun weder Sparta noch Persien vorgehen, wie es zehn Jahre zuvor noch sicher geschehen wäre.
Trotz der persischen Gesandtschaft kann der Allgemeine Friede von 375 als der erste bezeichnet werden, der im Wesentlichen auf rein griechische Initiativen zurückging und bei dem sich alle Parteien etwa gleich stark und dadurch gleichberechtigt gegenüberstanden. Zum ersten Mal schien eine Friedensregelung auch ohne den Druck einer Hegemonialmacht möglich zu sein.

### Die Verhandlungen vor und nach Leuktra
In Athen hatten sich schon vor dem Vertrag von 375 v. Chr. zwei gegnerische politische Gruppierungen gebildet: Die eine strebte einen Ausgleich mit Sparta, die andere eine Fortsetzung des Bündnisses mit Theben an. Die antispartanischen Kräfte überschätzten jedoch Athens Stellung nach dem Friedensschluss und unterstützten auf der mit Sparta verbündeten Insel Kerkyra (heute: Korfu) einen demokratischen Umsturz. So hatte Sparta, das mit den Ergebnissen der vorangegangenen Auseinandersetzungen alles andere als zufrieden sein konnte, schon nach anderthalb Jahren wieder einen Kriegsgrund. Zusätzlich wurde die Lage dadurch verkompliziert, dass Theben 374/373 v. Chr. Plataiai zerstörte, das alte Bindungen zu Athen und seit 380 v. Chr. auch zu Sparta unterhielt. Die Spartaner entsandten daraufhin Truppen nach Phokis, um Theben zu bedrohen und die Misserfolge der letzten Jahre wettzumachen. So sah es 371 v. Chr. wieder einmal nach einem Krieg aller gegen alle aus.
In Athen setzten sich jedoch die gemäßigten Politiker durch, die in der Neutralität die vorteilhafteste Lösung für ihre Stadt sahen und den erneuten Abschluss eine koinḕ eirḗnē vorschlugen. Auf die Seite Thebens zu treten hätte geheißen, dessen Machtstellung entscheidend zu stärken. Eine Unterstützung Spartas dagegen hätte die eigenen Bündner verschreckt, die in ihm eine Bedrohung ihrer Autonomierechte sahen. Dazu kamen weitere Bedenken: Hätte Sparta das angebotene Bündnis abgelehnt, wäre Athen gezwungen gewesen, gleich zwei Kriege führen zu müssen. So beschlossen die Athener, die Ereignisse um Plataiai zu übergehen und die Thebaner zu einer Friedenskonferenz nach Sparta einzuladen. Sparta war zu einem Frieden nun umso mehr bereit, da seine Aktionen in Phokis erfolglos verlaufen waren. Eine Bedrohung Thebens war damit unmöglich geworden; andererseits sahen sich die Spartaner von Theben noch nicht selbst bedroht.
Der Allgemeine Friede, der nun auf Vorschlag Athens ausgehandelt wurde, brachte wiederum entscheidende Neuerungen. Die athenische Interpretation von Autonomie setzte sich weiter durch, und Sparta verpflichtete sich laut Xenophon, alle seine Harmosten (Garnisonskommandeure) aus fremden Poleis abzuziehen. Das war ein schwerwiegendes Zugeständnis, denn dafür kamen nach 375 nur noch die Städte auf der Peloponnes – Spartas ureigenem Einflussgebiet – in Frage. Noch wichtiger für die Weiterentwicklung der Friedensidee waren jedoch Regelungen, die eine allseitige Demobilisierung der Truppen und Flotten vorsahen und die es den Vertragspartnern erlaubten, sich bei einem Angriff gegenseitig Hilfe zu leisten. Die letztere Klausel, die allerdings keine Verpflichtung zum Beistand enthielt, kam auf Betreiben Athens zustande. Es wollte sich damit jederzeit die Möglichkeit offen halten, zwischen den beiden anderen Machtblöcken die Waage zu halten.
Isoliert betrachtet, wäre dieser Friedensvertrag ein Meisterstück athenischer Diplomatie zu nennen. Da er jedoch nie wirksam wurde, kann nur darüber spekuliert werden, ob er einen dauerhaften Frieden begründet hätte. Immerhin hatten die Vertragspartner der Einsicht Rechnung getragen, dass man zur Sicherung des Friedens auch die nötigen Machtmittel gegen einen möglichen Friedensbrecher bereitstellen musste. Im Königsfrieden war dies noch die Drohung des Großkönigs gewesen. In einem Bund freier Staaten musste es die gemeinsame Absichtserklärung sein, einem Angriff auf einen Vertragspartner gemeinsam entgegenzutreten.

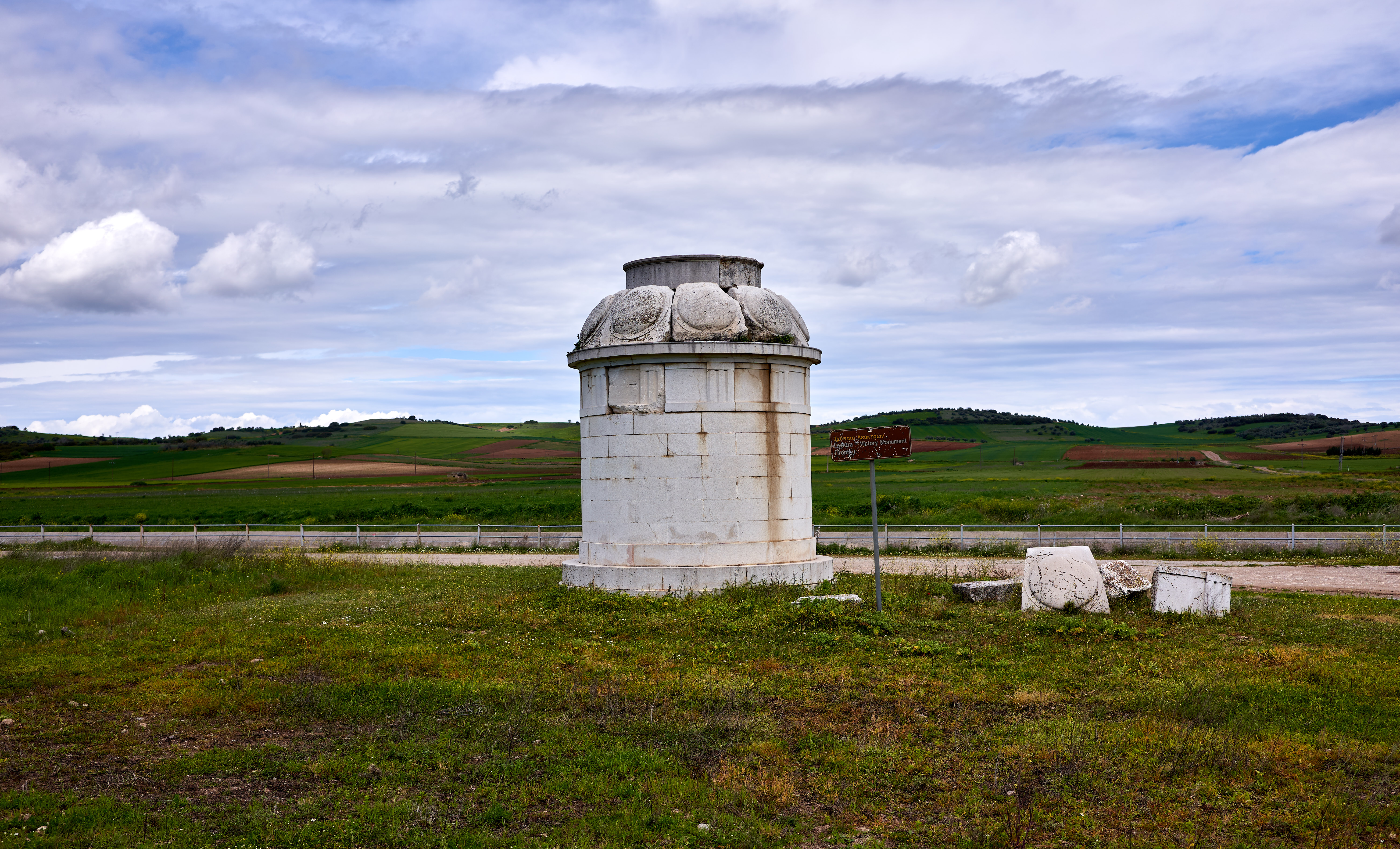
Der restaurierte Sockel des thebanischen Siegesmonuments bei Leuktra

Bei dem geplanten Abschluss des Vertrags kam es jedoch zu einem schweren Zerwürfnis zwischen Theben und Sparta. Thebens Gesandte hatten die Übereinkunft zunächst im Namen der eigenen Stadt beschworen und diesen auch unter den Vertrag setzen lassen. Tags darauf verlangten sie aber, den Namen Thebens durch den des Böotischen Bundes zu ersetzen, da sie sich berechtigt sahen, in dessen Vertretung zu handeln. Dies lehnten die Spartaner kategorisch ab, da nach ihrer Auffassung die böotischen Städte autonom sein sollten. Der Bruch führte zum Krieg und nur zwanzig Tage später zur Schlacht von Leuktra, die mit der ersten Niederlage Spartas in offener Feldschlacht endete und die Machtverhältnisse in Griechenland endgültig zu seinen Ungunsten veränderte.

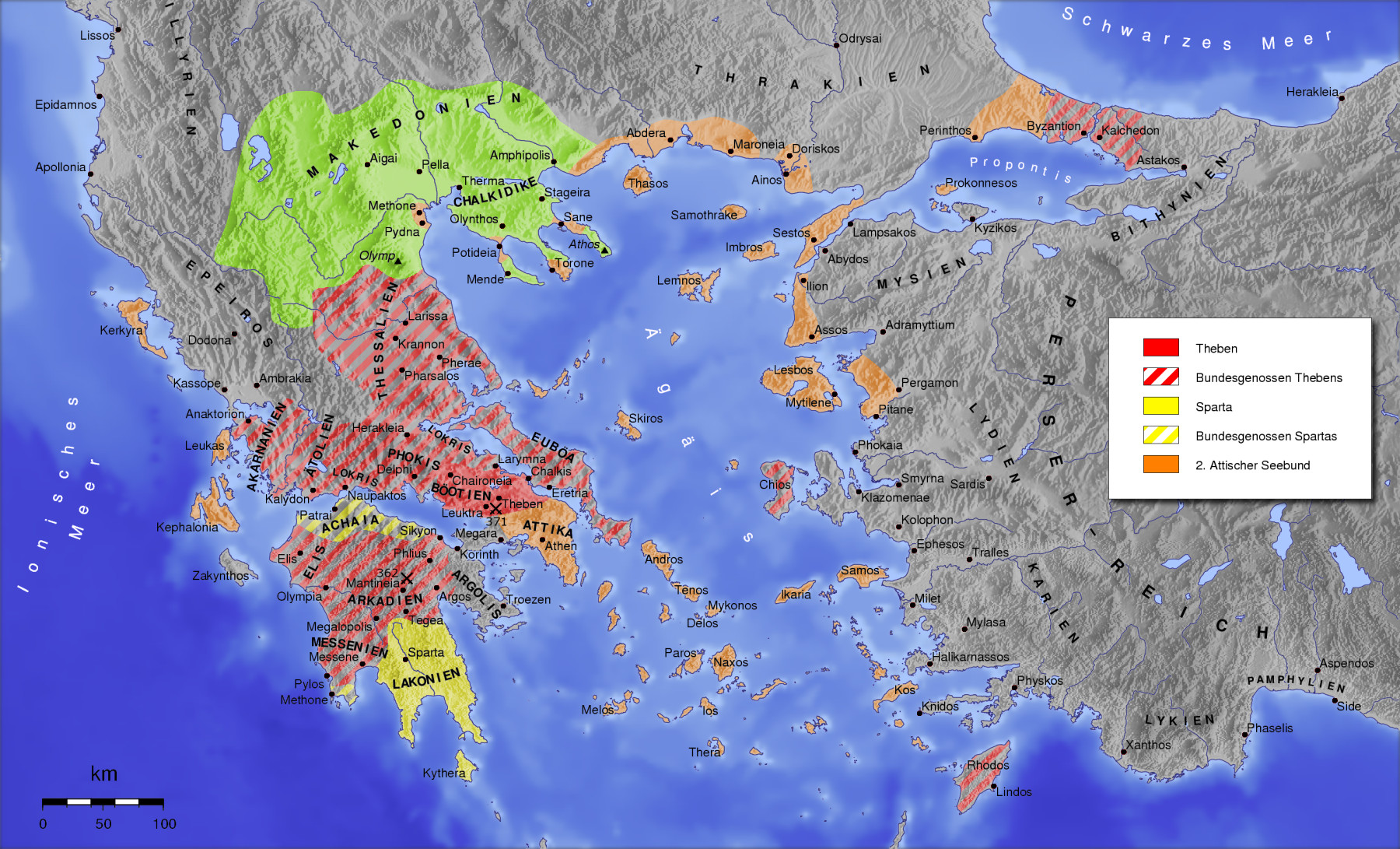
Griechenland zur Zeit der Hegemonie Thebens, 371–362 v. Chr.

Nach der Schlacht flauten die kriegerischen Auseinandersetzungen zunächst ab. Theben ging vorerst nicht weiter militärisch gegen Sparta vor, und dieses entsandte lediglich Truppen zum Isthmus von Korinth, um im äußersten Fall einen thebanischen Angriff auf die Peloponnes abzuwehren. In dieser Situation ergriff wiederum Athen die Initiative und lud zu einem Friedenskongress ein, auf dem wieder der Königsfriede beschworen und ein neuer Vertrag ausgehandelt werden sollte. Dahinter stand die Absicht, eine weitere Machtentfaltung Thebens zu verhindern. Als Neuerung in diesem Friedensvertrag wurde daher die Möglichkeit, einem angegriffenen Vertragspartner gegen einen Friedensstörer beizustehen, in eine Verpflichtung umgewandelt. Dies war eine logische Fortentwicklung der vorherigen, gescheiterten koinḕ eirḗnē und fand von da an Eingang in jeden weiteren Allgemeinen Friedensschluss. Einige Forscher sehen im zweiten Vertrag von 371 aufgrund der Beistandsverpflichtung die Begründung einer Symmachie.
Die Spartaner traten dem neuen Abkommen im eigenen Interesse sofort bei. Ihre Nachbarn, die Eleier, versuchten unterdessen bereits, die Schwäche Spartas zu nutzen und weigerten sich, die Autonomie einiger Grenzstädte anzuerkennen, die sie 399 v. Chr. auf spartanischen Druck hin abgetreten, nach Leuktra sich aber erneut angeeignet hatten. Schwerwiegender war, dass Theben dem Vertrag fernblieb, da ein Allgemeiner Friede seinen Ambitionen in seiner neu gewonnenen Machtstellung nur hinderlich sein konnte. Bengtson sah in dieser koinḕ eirḗnē nicht mehr als eine athenische „Geste gegen Theben ohne praktischen Wert“.
Wenn die Idee des Allgemeinen Friedens je eine Chance hatte, auf der Basis allgemeiner Gleichberechtigung der Poleis verwirklicht zu werden, dann war es die kurze Zeitspanne zwischen 375 v. Chr. und der Schlacht von Leuktra. Nur damals gab es drei etwa gleich starke hellenische Großmächte, so dass die stärkste stets durch ein mögliches Bündnis der beiden anderen gezügelt werden konnte. Vorher und nachher dagegen existierte immer eine klar dominierende Hegemonialmacht – erst Sparta, dann Theben – die eine koinḕ eirḗnē entweder ablehnte oder für eigene Zwecke instrumentalisierte. Beides führte über kurz oder lang immer wieder zu kriegerischen Konflikten. Mit dem Scheitern der Vereinbarungen von 371 v. Chr. verlor der Gedanke des Allgemeinen Friedens als Mittel der praktischen Politik erheblich an Überzeugungskraft.

### Gescheiterte Friedensschlüsse 368 und 366 v. Chr.
Im Jahr nach Leuktra baute Theben seine Hegemonie deutlich aus. Durch einen Kriegszug auf der Peloponnes erwirkte es die Unabhängigkeit Messeniens, das seit Jahrhunderten von Sparta beherrscht worden war, und unterstützte die Bildung des Arkadischen Bundes. Ein weiterer Krieg gegen ein Bündnis aus Sparta, Athen und Syrakus verlief dagegen ergebnislos. Daraufhin fanden sich alle Griechenstädte 369/368 v. Chr. auf Anregung Ariobarzanes’, des persischen Satrapen von Phrygien zu einer Friedenskonferenz in Delphi bereit. Diese scheiterte aber an der strikten Weigerung Spartas, die Unabhängigkeit Messeniens anzuerkennen, und an der Unterstützung, die es in dieser Frage von Athen und dem persischen Gesandten Philiskos erhielt. Da Ariobazarnes wenig später einen Aufstand gegen den Großkönig entfachte, ist bis heute nicht eindeutig geklärt, ob er in dessen Auftrag gehandelt oder in den Verhandlungen eigene Interessen verfolgt hat.
Als im Lauf der weiteren Auseinandersetzungen Dionysios II. von Syrakus seine Hilfe für die Spartaner einstellte, wandten diese sich wiederum an Persien um Vermittlung. So kam es 367/366 v. Chr. zu dem von dem Altertumsforscher Karl Julius Beloch so genannten „Wettkriechen“ der hellenischen Gesandten am Hof des Großkönigs, das der Thebaner Pelopidas am Ende für sich entschied. Persien erkannte nun Theben in gleicher Weise als Ordnungsmacht in Griechenland an wie Sparta 20 Jahre zuvor im Königsfrieden. Messenien sollte künftig von Sparta, Amphipolis von Athen unabhängig sein, und den Eleiern sollten die umstrittenen Grenzgebiete um Triphylia zugestanden werden. Ebenso sollten wieder alle Truppen und die Flotte der Athener abgebaut werden.
Auch dieser Vorschlag zu einem Allgemeinen Frieden wurde von Sparta und Athen abgelehnt. Zudem gelang es Theben nicht, die übrigen Poleis einzeln zu seiner Annahme zu bewegen. Diese beiden Versuche einer koinḕ eirḗnē unter thebanischen Vorzeichen stellten im Grunde eine Rückentwicklung der Friedensidee auf den Stand von 387 v. Chr. dar: Persien versuchte, mittels einer innergriechischen Hegemonialmacht Einfluss zu nehmen und einen Allgemeinen Frieden zu erzwingen. Dass beide Vertragsentwürfe, anders als der Königsfriede, abgelehnt wurden, lag zum einen daran, dass die Drohung des Großkönigs, mit Gewalt gegen einen Friedensbrecher vorzugehen, wegen des Aufstands des Ariobarzanes und anderer Satrapen erheblich an Glaubwürdigkeit verloren hatte. Der wichtigste Grund dürften aber die Erfahrungen gewesen sein, die Griechenlands Städte nach dem Königsfrieden mit Sparta gemacht hatten.

### Diekoinḕ eirḗnēvon 362
Aufgrund des wachsenden Drucks Thebens auf Athen – etwa durch die Eroberung von Oropos im Jahr 366 v. Chr. – wurde auch dessen Politik wieder aggressiver, zumal wirkliche Hilfe von seinen Verbündeten ausblieb. Keine der griechischen Mächte konnte sich aber in den Folgejahren völlig durchsetzen. Auch der Konflikt, der aus der Spaltung des Arkadischen Bundes entstand, blieb letztlich unentschieden. Er gipfelte 362 v. Chr. in der Schlacht von Mantineia zwischen Theben und seinen Verbündeten einerseits und Sparta, Athen und ihren Bundesgenossen andererseits. Nach der Schlacht, in der Thebens überragender Heerführer Epameinondas fiel, betrachteten sich alle Beteiligten als Sieger und schlossen wieder einen Allgemeinen Frieden.
Erstmals kam der Vertrag weder auf Betreiben einer oder mehrerer der führenden Mächte noch auf persischen Druck hin zustande. Darin und in der Ablehnung der Griechenstädte, den kleinasiatischen Satrapenaufstand gegen den Großkönig zu unterstützen, haben manche Forscher ein positives Element gesehen. Danach hätten die Griechen sich auf sich selbst besonnen und es geschafft, aus eigener Kraft Frieden zu schließen. Der wahre Grund für diese neuerliche koinḕ eirḗnē dürfte aber allein in der völligen militärischen und materiellen Erschöpfung aller Beteiligten zu sehen sein. An ein Eingreifen in Kleinasien war in ihrer Situation ohnehin nicht zu denken.
Auf die weit verbreitete Kriegsmüdigkeit und den Wunsch, so rasch wie möglich Frieden zu machen, deuten vor allem die vertraglichen Regelungen hin, die es jeder Stadt erlaubten, zu behalten, was sie zum Zeitpunkt des Friedensschlusses gerade besaß. Territoriale Probleme wurden so zwar nicht gelöst, stellten aber auch kein Hindernis mehr für ein Abkommen dar. Der Arkadische Bund blieb in eine Nord- und eine Südhälfte gespalten, und Messenien blieb weiter unabhängig. Da die Hälfte des Grundbesitzes der Spartaner in diesem Gebiet lag, traten sie auch dieser koinḕ eirḗnē nicht bei. Andererseits waren sie aber auch nicht mehr in der Lage, den Krieg weiterzuführen.
Der Althistoriker Hermann Bengtson sah im Jahr 362 eine Epochengrenze, da sich damals das Versagen der griechischen Poleis manifestiert habe. Keine von ihnen sei in der Lage gewesen, durch eine Hegemoniebildung Griechenland politisch neu zu ordnen. Vielmehr hätten sie sich im Kampf aller gegen alle verbraucht. Auch gemeinsam seien sie zu einer solchen Neuordnung nicht fähig gewesen, da letztlich weder der panhellenische Gedanke noch die Idee des Allgemeinen Friedens zu einer konstruktiven Politik geführt hätten.

### Diekoinḕ eirḗnēals Grundlage des Korinthischen Bundes

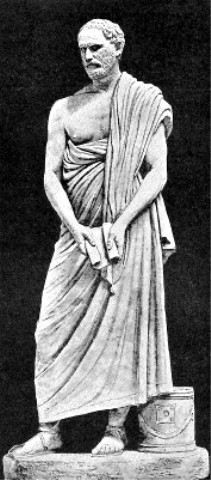
Demosthenes

Die innergriechische Politik verlief nach Mantineia in den alten Gleisen. Als sich in den 50er Jahren des 4. Jahrhunderts immer stärker der Konflikt mit der aufsteigenden makedonischen Großmacht abzeichnete, lebte auch die Idee des Allgemeinen Friedens noch einmal auf. Zunächst machte Makedonien den Vorschlag, den Frieden des Philokrates, der den Dritten Heiligen Krieg beendet hatte, durch eine koinḕ eirḗnē zu ersetzen. Wegen der anhaltend aggressiven Politik Makedoniens gegen Athen setzten sich dort jedoch in den nächsten Jahren die Verfechter eines dezidiert antimakedonischen Kurses unter Demosthenes durch. Sie lehnten den Vorschlag ab und befürworteten stattdessen den Krieg gegen König Philipp von Makedonien. Tatsächlich brachten die Athener 340/339 v. Chr. einen großen Bund griechischer Staaten zusammen. Dessen Heer jedoch wurde 338 v. Chr. von Philipps Truppen in der Schlacht von Chaironeia vernichtend geschlagen.
Die Makedonen gingen anschließend aber nur gegen Theben äußerst hart vor, während sie sich die Macht Athens und der anderen Poleis durch ein Bündnis zunutze machen wollten. Der von Philipp initiierte Korinthische Bund beruhte formal auf einer koinḕ eirḗnē. Der Bundesvertrag enthielt das ausdrückliche Verbot, mit Gewalt in die Verfassungen anderer Städte einzugreifen – eine wesentliche Präzisierung der Autonomieklausel –, außerdem erstmals generelle Verbote von Fehden und Kaperei sowie eine Garantie der freien Schifffahrt. Der Bund, dem wiederum nur Sparta nicht beitrat, bildete ein Synhedrion: einen Rat, der mit Philipp als Person eine Symmachie einging. Der Makedonenkönig wurde so zum Hegemon des Bundes.
Theoretisch waren also Freiheit und Autonomie der griechischen Städte gesichert. In der Praxis wurde aber bereits das allgemeine Fehdeverbot als starke Einschränkung der Unabhängigkeit empfunden. Zudem erhielten die Makedonen das Recht, Besatzungen nach Theben, Akrokorinth und Chalkis zu verlegen  –  vorgeblich zur Wahrung der allgemeinen Sicherheit.
Der Korinthische Bund war also die endgültige Absage an eine koinḕ eirḗnē auf der Grundlage völliger Gleichberechtigung und verband die Friedensidee wieder mit der Garantie durch eine starke Hegemonialmacht. Symmachie und koinḕ eirḗnē bedingten sich in dem Bündnisvertrag gegenseitig. Die panhellenische Vorstellung von einer Einigung Griechenlands und einem „Rachefeldzug“ gegen die Perser, wie ihn Alexander der Große wenige Jahre später propagierte, wurde erst durch diesen Allgemeinen Frieden ermöglicht.

## Chancen und Scheitern der Friedensidee
Mit „Autonomie und Freiheit“ hatten die griechischen Poleis zu Beginn des 4. Jahrhunderts eine für alle Seiten akzeptable Formel für eine umfassende Friedensregelung gefunden. Ohne sie war nach 387 v. Chr. kein Friedensschluss mehr möglich, auch wenn die Vereinbarungen meist nur wenige Jahre hielten. Aber die Prinzipien des Allgemeinen Friedens fanden auch Eingang in Bündnisverträge wie die Gründungsakten des 2. Attischen Seebunds und des Korinthischen Bundes. Eine große Chance zur Verwirklichung einer wahren koinḕ eirḗnē lag auch darin, dass sich die Friedensidee als flexibel genug für Weiterentwicklungen erwies.
Forscher wie Bengtson vertreten die Ansicht, die Poleis hätten bis zur Etablierung der makedonischen Hegemonie nicht genügend Zeit gehabt, die koinḕ eirḗnē als Instrument der Friedenspolitik und einer grundlegenden Neuordnung der griechischen Staatenwelt zu vervollkommnen. Die besten Chancen zu einer dauerhaften Friedenslösung auf gleichberechtigter Basis waren schon mit dem Scheitern der koinḕ eirḗnē von 371 vertan. Neun Jahre später, nach der Schlacht von Mantineia, sah man in einem Allgemeinen Friedensvertrag nur noch eine Notlösung. Ihre Wiederbelebung durch Philipp von Makedonien erfuhr sie nur, weil sie dessen Machtinteressen nützte, so wie zuvor schon den Interessen Persiens, Spartas, Athens und Thebens.
Vieles spricht auch dafür, dass das Scheitern der koinḕ eirḗnē in ihrem Wesen begründet war, speziell in der weitgehenden Auslegung des Autonomiegebots. Die wechselseitige Machtkontrolle zwischen Staaten war im 4. Jahrhundert v. Chr. nur in Ansätzen möglich. In einer solchen Zeit musste ein Denken, das selbst Beschränkungen der Kriegsführung als Beschneidung der eigenen Autonomie und Freiheit empfand, eine dauerhafte Friedensordnung fast zwangsläufig scheitern lassen.
Den Staatsmännern der Poleis war bewusst, dass guter Wille allein kein Garant einer koinḕ eirḗnē sein konnte. Je nach politischer Konstellation entwickelten sie daher Vertragsmechanismen, die Friedensstörer abschrecken sollten. Sie tasteten sich langsam zu der Erkenntnis vor, dass ein Allgemeiner Friede auf gleichberechtigter Basis nur dann möglich würde, wenn alle Beteiligten bereit wären, einem angegriffenen Bündnismitglied notfalls militärisch zu Hilfe zu eilen. Dies wiederum setzte ein ungefähres Gleichgewicht zwischen den griechischen Poleis voraus, das aber nur in der kurzen Zeit zwischen 375 v. Chr. und der Schlacht von Leuktra wirklich gegeben war. Vorher und nachher hatte ein Allgemeiner Friede nur dann eine Chance, wenn eine starke Garantiemacht bereit war, ihm notfalls mit Gewaltandrohung Geltung zu verschaffen.
Immerhin: In der Diskussion um die koinḕ eirḗnē entwickelten die Griechen des 4. vorchristlichen Jahrhunderts Prinzipien, die in Europa erst ab dem 17. Jahrhundert n. Chr. erneut entwickelt und zur Grundlage dauerhafter Friedensschlüsse und -organisationen geworden sind. So gilt der Westfälische Friede als erste europäische Friedensordnung der Neuzeit, die auf der prinzipiellen Gleichrangigkeit souveräner Staaten und dem Grundsatz der Nichteinmischung in deren innere Angelegenheiten, also auf dem Wesen der Autonomie beruhte. Einen Schritt weiter ging Immanuel Kant in seiner Schrift Zum ewigen Frieden aus dem Jahr 1795. Darin vertritt er nicht nur das Prinzip der Nicht-Einmischung, sondern fordert darüber hinaus einen „Völkerbund“. Um den rechtlosen Naturzustand zwischen den Staaten zu beenden, solle dieser ein föderatives Verhältnis zwischen ihnen begründen, wie es so ähnlich die koinḕ eirḗnē nach der Schlacht von Leuktra vorgesehen hatte. Auf Kants Ideen wiederum beriefen sich im 20. Jahrhundert die Gründer des Völkerbunds und der Vereinten Nationen. Eine definitive Antwort auf die Frage nach einer dauerhaften Friedenssicherung, der Einhegung der Macht durch das Recht, hat die Welt von heute aber ebenso wenig gefunden wie die Welt der griechischen Poleis vor 2400 Jahren.